# Стояновский, Кароль
Кароль Стояновский (пол. Karol Stojanowski; 3 мая 1895, Кобыловолоки — 9 июня 1947 г., Вроцлав) — польский антрополог, археолог, общественный деятель, профессор. Автор многочисленных трудов по истории и антропологии политической, социальной и исторической; был сторонником евгеники.

## Биография
Родился в семье малоземельного крестьянина Казимежа Стояновского (умер в 1965 году, прожил 96 лет) и его жены Гонорати (умерла в 1951 году, прожила 74 года), из дома Шкварек.
Учиться начал в Кобыловолоцкой школе, 3 класса которой окончил в 1907 году. Продолжил обучение в Теребовлянской «паньствовий» гимназии. В 1909 году переехал во Львов, где продолжил обучение в 6-й городской гимназии им. Станислава Сташица (ул. Лычаковская, 37), окончив 7-й и 8-й классы.
27 августа 1914 года добровольцем записался в восточный легион I бригады, затем служил в 1 батальоне и батальоне 1 полка пехоты 1 бригады. 30 сентября 1915 г. организовал «ячейку» Польской Военной Организации в Буданове. Был арестован властью ЗУНР, попал в лагерь, где заболел тифом.
Осенью 1919 года начал преподавать в частной гимназии им. Юлиуша Словацкого в Чорткове.
Участвовал в польско-советской войне 1920 г. (бои у сел Стрептов, Задворье (так называемые польские Фермопилы), Желехов, Ляшки-Королевские, Сухоречье (ранен в стопу). После войны возобновил работу учителем в Чортковской гимназии. После этого его пригласили работать в куратории (1921—1922 гг.), неожиданно ассистентом у Леона Козловского.
На Федор-горе в Бучаче во время археологических раскопок в 1922 году Леон Козловский и Кароль Стояновский нашли каменные долота, тесла со старательно зашлифованной поверхностью — инвентарь, типичный для племен культуры линейно-ленточной керамики (6-3 тыс. к н. э.)
Во Вроцлаве проживал по адресу Пляц Университетский, 7. Осенью 1946 четвёртый раз заболел «рожей».
Умер 9 июня 1947 года, был похоронен 12 числа на приходском кладбище на Семпольне (св. Вавжинця) возле ул. Сментной во Вроцлаве.

## Награды
- Медаль Независимости в 1932 г.
- Крест Независимости в 1937 г.

## Работы
Автор 150 известных работ:
- (пол.) «O reslawizację Wschodnich Niemiec» (1946)
- (пол.) «Państwo Zachodnio-Słowiańskie» (1942)
- (пол.) «Typy kraniologiczne Polski» (1924) — rozprawa doktorska
- (пол.) «Szkice do prehistorycznej antropologii Europy Północnej» (1926) — habilitacja
- (пол.) «Typy kraniologiczne Wielkopolski» (1934)
- (пол.) «Antropologia prehistoryczna Polski» (1948)
- (пол.) «Przyczyna zmian niektórych cech fizycznych u potomstwa migrantów do miast» (1947)
- (пол.) «Dobory społeczne ludności miasta Poznania» (1930)
- (пол.) «Teorie nordyczne jako parawan imperializmu niemieckiego» (1932)
- (пол.) «Rasizm, przeciw słowiańszczyźnie» (1934)
- (пол.) «Rasowe podstawy eugeniki» (1927)
- (пол.) «Polsko-niemieckie zagadnienia rasy» (1939)
- (пол.) «Przyczynki do zróżnicowania rasowego młodzieży polskiej» (1929)
- (пол.) «Chłop a państwo narodowe» (1937)
- (пол.) «Szkice do prehistorycznej antropologii Europy Północnej» (1926)
- (пол.) «Skład rasowy przypuszczalnych Celtów okresu lateńskiego» (1937)
- (пол.) «Zarys metodyki prawa harcerskiego» (1928)
- (пол.) «Z badań nad antropologią Śląska. Skład rasowy katowickiej młodzieży poborowej» (1937)
- (пол.) «Źródła tak zwanej Kroniki Ura Linda» (1935)
- (пол.) «Przyszła Polska — państwem narodowym» (1940)